# Grand Rivers (Kentucky)
Grand Rivers es una ciudad ubicada en el condado de Livingston en el estado estadounidense de Kentucky. En el Censo de 2010 tenía una población de 382 habitantes y una densidad poblacional de 75,02 personas por km².

## Geografía
Grand Rivers se encuentra ubicada en las coordenadas 37°0′17″N 88°13′55″O / 37.00472, -88.23194. Según la Oficina del Censo de los Estados Unidos, Grand Rivers tiene una superficie total de 5.09 km², de la cual 4.82 km² corresponden a tierra firme y (5.39%) 0.27 km² es agua.

## Demografía
Según el censo de 2010, había 382 personas residiendo en Grand Rivers. La densidad de población era de 75,02 hab./km². De los 382 habitantes, Grand Rivers estaba compuesto por el 96.86% blancos, el 0.26% eran afroamericanos, el 0.26% eran amerindios, el 0% eran asiáticos, el 0% eran isleños del Pacífico, el 0.26% eran de otras razas y el 2.36% pertenecían a dos o más razas. Del total de la población el 2.88% eran hispanos o latinos de cualquier raza.